# Bommethimmanahalli, Madhugiri
Bommethimmanahalli là một làng thuộc tehsil Madhugiri, huyện Tumkur, bang Karnataka, Ấn Độ.